# 半田信吾
半田 信吾（はんだ しんご、1970年7月30日- ）は、愛知県出身の元ハンドボール選手（サイド）、指導者。
福岡大学を経て、豊田合成ハンドボール部ブルーファルコンに入団。選手兼任の監督についた後、総監督に就任。日本リーグ第25回大会では最優秀新人賞を受賞している。